# Given Up
«Given Up» — друга пісня й четвертий сингл групи Linkin Park з альбому «Minutes to Midnight». Вийшов 17 лютого 2008 року у Великій Британії.

## Інформація
«Given Up», поряд з такими синглами-хітами, як «What I've Done » і «Bleed It Out», вперше дебютував 28 квітня 2007 року в Берліні, Німеччина. Live-версії цих пісень доступні на CD з синглом «Bleed It Out».
«Given Up» є однією з тяжких пісень альбому. Скрим Честера в цій пісні триває 17 секунд після другого приспіву і є найдовшим скримом, виконаним Честером в піснях Linkin Park за всю історію існування групи. На задньому плані можна почути звуки дзвону ключів і ритмічне ляскання. Текст «Given Up» у приспіві містить ненормативну лексику, що є для групи нехарактерним. Пісня була представлена як сингл 3 березня 2008. Вона була включена в Xbox 360, PlayStation 3 і Nintendo Wii-версії музичної відеоігри Rock Revolution. Крім того, пісня використовувалася в трейлері фільму «Адреналін 2: Висока напруга», в якому Честер має камео.

## Список композицій
| #  | Назва      | Тривалість |
| -- | ---------- | ---------- |
| 1. | «Given Up» | 3:09       |